# کوشک ورجاوند

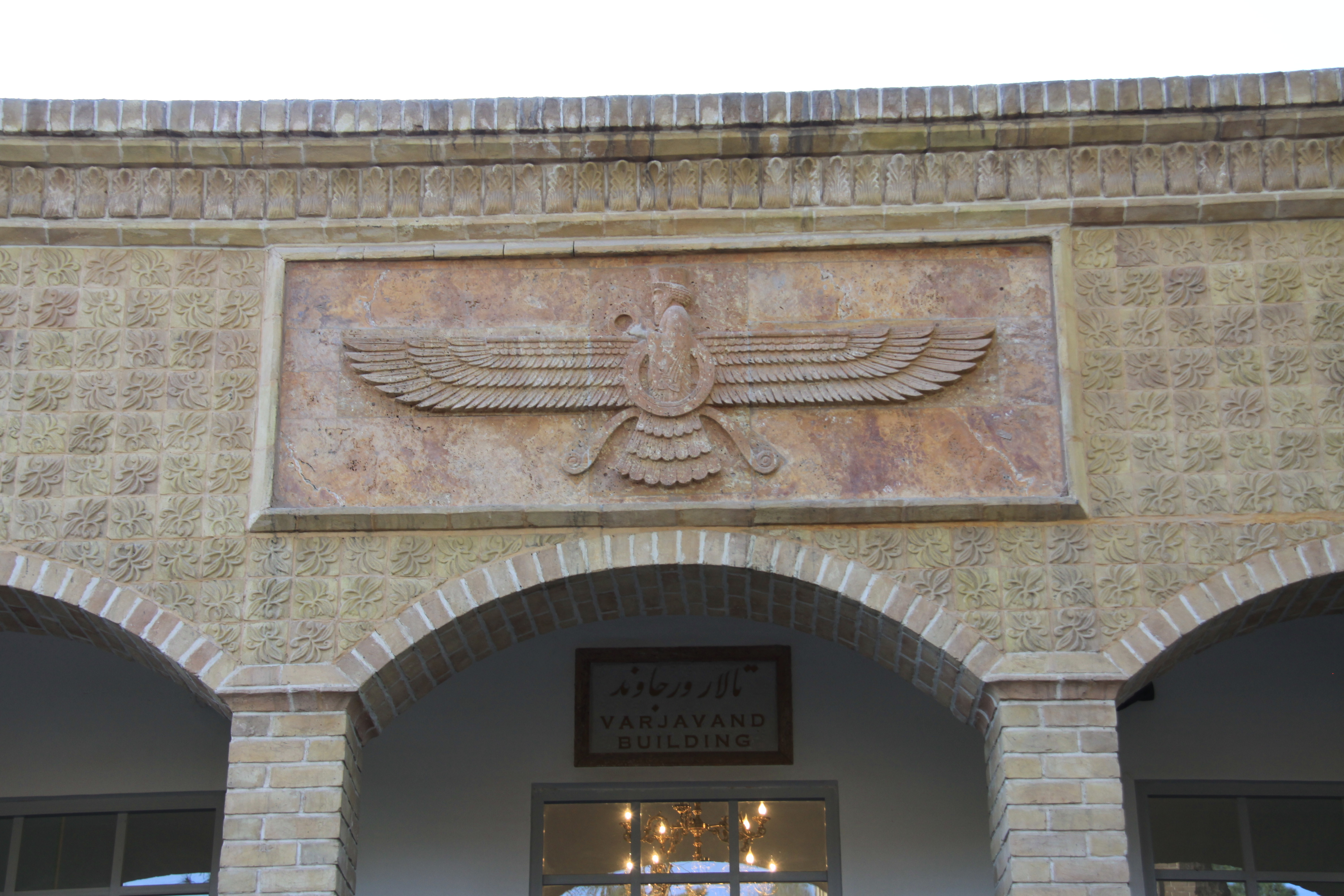
تالار ورجاوند

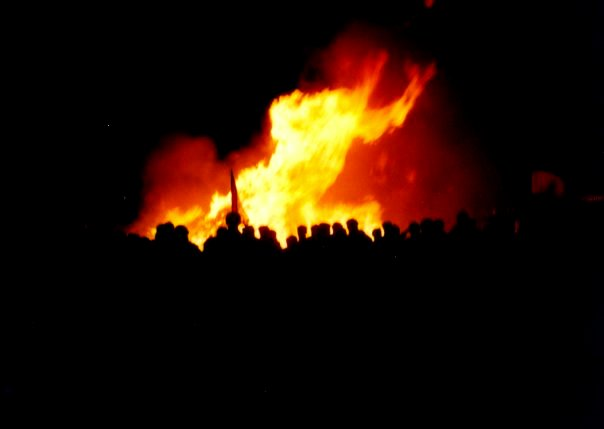
جشن سده سال ۱۳۸۱ در کوشک ورجاوند

کوشک ورجاوند قطعه زمین گسترده‌ای در ۱۶ کیلومتری جاده مخصوص کرج است که به اقلیت دینی زرتشتیان اختصاص دارد.
محوطهٔ باز این مجموعه که نزدیک به ۱۰ هزار متر مربع وسعت دارد، برای برگزاری آیین‌های دینی و جشن‌های ایرانی همچون جشن سده، جشن مهرگان، جشن تیرگان، سیزده بدر، و دیگر گردهمایی‌ها مورد بهره‌برداری قرار می‌گیرد.